# Ejército Montonero
El Ejército Montonero fue una organización militar de Argentina que se conformó como el brazo militar del Partido Montonero. Su creación fue consecuencia de una reorganización de la organización político-militar Montoneros realizada en 1975, que separó las funciones políticas y militares en dos organizaciones diferentes, aunque supeditando la rama militar a la conducción política.
Montoneros surgió como una organización guerrillera peronista en 1970, pero luego de 1975 consideraron que el movimiento peronista se había agotado y debía ser reemplazado por el movimiento montonero, razón por la cual se crearon el partido y el ejército montoneros. El Ejército Montonero fue comandado desde su creación hasta su disolución por Mario Firmenich. Sus integrantes usaban uniformes y tenían grados según su jerarquía en la cadena de mandos militar.

## Historia
La creación del Ejército Montonero fue anunciada en marzo de 1976, pocos días antes de que se instalara en la Argentina la dictadura autodenominada Proceso de Reorganización Nacional. La decisión de su creación fue tomada por la organización político-militar (OPM) Montoneros, con el fin de separar su estructura militar de su estructura política, estableciendo una supeditación del brazo armado a la organización política, que tomó el nombre de Partido Montonero. Montoneros, que se consideraba parte del movimiento peronista, consideró en ese momento, luego de la huelga general y la movilización sindical contra el Rodrigazo, en junio de 1975, durante la presidencia constitucional de María Estela Martínez de Perón, que el peronismo se había agotado como movimiento popular histórico, y que dicho lugar iba a ser ocupado por el movimiento montonero. El grupo uso la gaceta Estrella Federal como principal órgano de difusión.

### Ataques y acciones relevantes
El Ejército Montonero realizó algunas operaciones de gran magnitud en sus primeros dos años de existencia, como el hundimiento del ARA Santísima Trinidad, la Operación Gardel, el Ataque al RIM-29, el ataque a Coordinación Federal de 1976, el atentado contra el dictador Videla de 1976. Otro ataque relevante fue bomba colocada en el minicine del Ministerio de Defensa el 16 de diciembre de 1976, la cual dejó cerca de 9 oficiales muertos (según fuentes extraoficiales la cifra ascendían a 20) y varios heridos.
En los años 1979 y 1980 realizó dos controvertidas contraofensivas, que fracasaron, luego de lo cual su actividad se redujo casi hasta desaparecer.
Además de los combatientes caídos en combate, el Ejército Montonero perdió una gran cantidad de combatientes como consecuencia de la política sistemática de terrorismo de Estado que aplicó la dictadura, torturando y ejecutando ilegalmente a los detenidos, y luego haciendo desaparecer sus cadáveres.